# Rodrigo Bentancur
Rodrigo Bentancur, urugvajski nogometaš, * 5. junij 1997, Colonia del Sacramento, Urugvaj.
Trenutno je član angleškega kluba Tottenham Hotspur in od leta 2017 urugvajske reprezentance.